# Böhmiska bröderna
Böhmiska bröderna (på tjeckiska: Jednota bratrská, på latin: Unitas Fratrum = Brödernas enhet), även kända som Tjeckiska brödraskapet och Mähriska bröderna, var en reformrörelse inom den romersk-katolska kyrkan. Medlemmar av rörelsen skapade den första översättningen av Bibeln till tjeckiska, där man i stället för latinet utgick från originalspråken, hebreiskan och grekiskan. 

## Historik
Rörelsen, som uppstod år 1458, reagerade mot många präster, vilka man ansåg såg mer till det egna välbefinnandet än själsligt arbete, så som man fann att det stod i Bibeln. Brödraförsamlingen bestod främst av präster och var en utvald sammanslutning av människor, som försökte leva i enlighet med evangeliet. 
Den mest kände av brödernas föregångare var Jan Hus, som på grund av sin kritik av den katolska kyrkan brändes på bål den 6 juli 1415. I många av sina idéer var Hus i sin tur också en direkt föregångare till Martin Luther. En betydande gestalt inom brödraförsamlingen var Johann Amos Comenius.
Bröderna fick av Georg Podiebrad en tillflyktsort på en lantegendom utanför Prag. År 1467 organiserades de till ett kyrkosamfund och fick senare sina bekännelseskrifter och sin framtida organisation genom Lukas av Prag.
De utsattes för förföljelse både av katoliker och utrakvister, och samfundet förbjöds uttryckligen i Böhmen genom en lag av år 1508. Men bröderna fortlevde både där och i Mähren, där de var tolererade, och utövade ett betydande inflytande. I början av 1500-talet hade de omkring 200 lokalförsamlingar i Böhmen och Mähren.
Schmalkaldiska kriget 1546–1547 drabbade bröderna hårt. Många av dem utvandrade då till Preussen och Polen där de (genom förlikningen i Sendomir 1570) förenade sig med dessa länders lutheraner och reformerta. Andra begav sig i början av 1600-talet till Ungern, där de började kalla sig habaner och under Maria Teresia åter tvingades införliva sig med den romersk-katolska kyrkan. Det trettioåriga kriget (1618–48) ledde till att de bröder som ännu var kvar i Böhmen blev nära nog fullständigt utrotade.

## Inflytande
Deras kyrkosång och deras skolundervisning blev förebilder för den lutherska kyrkan. Deras katekes för barn påverkade Martin Luther, och den utgavs år 1526 av Olaus Petri i svensk bearbetning under titeln "Een nyttwgh onderwisningh". De bidrog också kraftigt till att bevara och utbilda det tjeckiska språket och det tjeckiska folket.
År 1722 gav greve Nikolaus Ludwig von Zinzendorf (1700–1760) vid sitt gods i Oberlausitz skydd åt de böhmiska bröder som tvingats fly motreformationen i bland annat Böhmen och Polen. Härmed såddes fröet till herrnhutismen.